# Mo O’Toole
Mo O’Toole, właśc. Barbara Maria O’Toole (ur. 24 lutego 1960 w Kendal) – brytyjska polityk, samorządowiec, wykładowca akademicki, od 1999 do 2004 deputowana do Parlamentu Europejskiego V kadencji.

## Życiorys
Studiowała na Northumbria University. Była radną Newcastle upon Tyne, pracownikiem administracji samorządowej (jako dyrektor biura promocji). Uzyskała doktorat na Newcastle University, specjalizowała się w zakresie polityki regionalnej. Rozpoczęła prowadzenie wykładów na uczelniach w Newcastle i Bristolu.
W 1999 z ramienia laburzystów uzyskała mandat posłanki do Parlamentu Europejskiego. Należała do Grupy Socjalistycznej, pracowała w Komisji Kultury, Młodzieży, Edukacji, Mediów i Sportu. W 2004 bez powodzenia ubiegała się o reelekcję, rok później była wymieniana jako kandydatka laburzystów do Izby Gmin w okręgu wyborczym Bishop Auckland. Była następnie menedżerem, po czym powróciła do pracy naukowej.
Była żoną polityka Alana Milburna, ich małżeństwo w latach 80. zakończyło się rozwodem.